# Jean Houston
Jean Houston (New York, 10 mei 1937) is een Amerikaans hoogleraar en auteur die betrokken is bij de human potential-beweging.

## Biografie

### Jeugd en opleiding
Houstons ouders waren Mary Todaro, van Siciliaanse afkomst, en Jack Houston, die familie was van Sam Houston uit Texas. Haar vader was een komedieschrijver die materiaal schreef voor toneel, televisie en film. Zijn werk vereiste dat hij met zijn gezin vaak verhuisde. Nadat het huwelijk van haar ouders spaak liep, bracht zij haar tienertijd door in New York.
Houston studeerde aan het Barnard College in New York. Daarna promoveerde zij in de psychologie aan de online Union Graduate School en in de godsdienstwetenschap aan de online Graduate Theological Foundation.

### Loopbaan
Houston leerde Robert Masters kennen toen zij deelnam aan een onderzoek naar de effecten van LSD (voordat dergelijk onderzoek verboden werd). Hij was schrijver en onderzocht het menselijk gedrag en potentieel. Zij trouwden in 1965 en werden al snel bekend door hun werk in de human potential beweging. Samen richtten zij de "Foundation for Mind Research" op.
Houston doceerde van 1965 tot 1972 aan het Marymount College, Tarrytown en in 1961 aan het Hunter College. Door haar belangstelling voor antropologie kreeg zij een nauwe band met Margaret Mead, die voor haar dood in 1978 verscheidene jaren met Houston en Masters samenwoonde.
Vanaf 1982 gaf Houston seminars gebaseerd op het concept van de "oude mysteriescholen".